# En attendant Bojangles
Pour l’adaptation au cinéma de ce roman, voir En attendant Bojangles (film).
En attendant Bojangles est un roman français d'Olivier Bourdeaut paru le 7 janvier 2016 aux éditions Finitude.
Succès littéraire dès les premières semaines de sa publication, il reçoit par la suite de nombreux prix littéraires, dont le prix France Télévisions, le Grand prix RTL-Lire et le prix du roman des étudiants France Culture-Télérama.

## Historique du roman
Alors qu'il est agent immobilier à Nantes, Olivier Bourdeaut décide de se consacrer à la littérature en écrivant, durant deux ans, un premier roman, sombre, qui ne trouve aucun éditeur. 
Il entreprend alors un voyage chez ses parents en Espagne où il s'attache à l'écriture, rapide en sept semaines, d'un autre roman léger et loufoque qui devient En attendant Bojangles, publié par la maison d'éditions Finitude, première à s'en porter acquéreur quelques jours seulement après la réception, en mars 2015, du manuscrit par la poste. Première publication de l'auteur, le roman, tiré initialement à 10 000 exemplaires début janvier 2016, rencontre dès sa parution un grand succès public, pour atteindre fin mars près de 90 000 exemplaires puis 225 000 exemplaires en mai.

## Résumé
Le récit raconte l'histoire d'une famille improbable, un père retraité et déjà écrivain, une mère très passionnée un peu folle, et un « enfant charmant et intelligent qui faisait la fierté de ses parents », vite retiré de l’école. L'appartement héberge également Mademoiselle Superfétatoire, une grue demoiselle de Numidie, et par sessions le sénateur L'Ordure. Dans cet univers chacun invente des histoires, détourne les formules courantes. Personne n'ouvre le courrier. Et Mr. Bojangles est le morceau de musique fétiche de la mère, dans l'interprétation de Nina Simone.

## Accueil critique
Johanna Luyssen de Libération y trouve « l’histoire fabuleuse d’une femme fantasque, flamboyante et folle, qui vacille avec grâce sur un air de Nina Simone », de même que Christine Ferniot de Télérama assure qu'« on rit comme on pleure au rythme de la valse. Quand le fils admiratif prend la parole, on croirait une chanson de Boris Vian, à la fois allègre et humoristique ».
La québécoise Laila Maalouf de La Presse souligne son impression qu'« on plonge dans ce premier roman surprenant aussi rapidement qu'on en sort, avec la sensation d'avoir absorbé une grande bouffée d'air frais ».

## Prix littéraires
Le roman reçoit de nombreux prix littéraires en 2016 dont :
- Prix du roman France Télévisions[9]
- Grand prix RTL-Lire[9]
- Prix du roman des étudiants France Culture-Télérama[9]
- Prix de l'Académie littéraire de Bretagne et des Pays de la Loire

## Adaptations
Le roman est tout d'abord adapté en bande dessinée, en 2017, par Ingrid Chabbert et Carole Maurel dans un album paru aux éditions Steinkis. Il est également adapté la même année dans une fiction radiophonique pour Samedi noir sur France Culture.
En 2018, une adaptation théâtrale est mise en scène par Victoire Berger-Perrin au théâtre de la Pépinière, avec dans les rôles principaux Anne Charrier (puis Julie Delarme), Didier Brice et Victor Boulenger.
En 2020 paraît aux éditions Finitude une édition du roman illustrée par le dessinateur Christian Cailleaux.
Une adaptation cinématographique réalisée par Régis Roinsard sort en salles le 5 janvier 2022 avec Romain Duris et Virginie Efira dans les rôles du père et de la mère.
En janvier 2022, la Galerie du Génie de la Bastille (Paris) présente une exposition de peintures de Susana Machado inspirées par l'histoire du roman et le tournage du film.